# Сражение при Лангензальце (1866)
Сражение при Лангензальце (нем. Schlacht bei Langensalza) произошло 27 июня 1866 года во время австро-прусско-итальянской войны. Ганноверцы выиграли битву, но затем были окружены более крупной и усиленной прусской армией. Не имея возможности соединиться со своими баварскими союзниками на юге, ганноверцы сдались.

## Стратегическая ситуация
15 июня 1866 года Вильгельм приказал Ганноверу, Саксонии и Касселю немедленно разоружиться, тем самым фактически начав войну с союзниками Австрии. 16 июня прусские войска начали движение против всех трех немецких государств. Пруссия двинула в Ганновер в общей сложности 40 000 солдат, которые затем разделились на четыре отряда под командованием генералов Фалькенштейна, Гебена, Флиса и Бейера. Осознавая огромную численность прусских сил, король Георг приказал своей 19-тысячной армии под командованием генерала Александра фон Арентшильдта быстро отступить и двинуться на юг, чтобы соединиться с баварскими союзниками.
Фалькенштейн без сопротивления двинулся на столицу Ганновера, к северу от отступавших ганноверцев. Генерал Гельмут фон Мольтке, прусский командующий, приказал Гебену двигаться на север и, в свою очередь, расположил войска Бейера на юге ганноверцев, а Флис с 9000 солдат быстро двинулся на запад. Это сформировало стратегическое окружение вокруг ганноверской армии.

## Перед сражением
Ганноверская армия генерал-лейтенанта Арентшильдта отступала на юг, через Готу, на соединение с баварцами, и достигла города Лангензальца, где сходились пути от Готы, Эйзенаха и Мюльгаузена, имевшие стратегическое значение. Прусская армия занимала следующие позиции: отряд генерал-майора Флиса — Готу; отряды генералов Гёбена и Бейера — Эйзенах; на севере дороги в Гарц должен был запереть Мантейфель. Вследствие полученного непосредственно из Берлина приказания, отряд генерала Флиса (13 батальонов, 3 эскадрона, 22 орудия, всего 8700 человек) 27 июня двинулся от Готы и атаковал ганноверцев у Лангензальца.
Армия Арентшильдта (20 батальонов, 21 эскадрон, 42 орудия, всего 16177 человек) расположилась на позиции за рекой Унструт: на правом фланге, у Тамсбрюка, — бригада Бюлова; в центре, у Меркслебена — бригада де Во, имея один батальон у Лангензальца и Кембриджский драгунский полк на передовых постах у Геннигслебена; на левом фланге у Негельштедта — баварская бригада Ботмера; в резерве за центром к северу от Меркслебена — бригада Кнезебека; резервная кавалерия — у Зундгаузена.

## Характеристика поля боя
Фронт прикрывался рекой Унструт, которая от Тамсбрюка до Меркслебена течёт между пологими плотинами, имея глубину 1—1,5 метра; далее берега круты и высоки; переход вброд очень затруднителен, так как долина реки весьма заболочена. Меркслебен и высота Кирхберг к юго-востоку — ключ позиции, на флангах Тамсбрюк и Негельштедт представляют собой хорошие опорные пункты; впереди Лангензальца местность открытая; волнистая и хотя пересечена несколькими ручьями, но удобна для действий кавалерии. Путь отступления на Тенштедт отходит от центра позиции перпендикулярно фронту. Недостатком позиции являлась её чрезмерная растянутость (около 15 км). На правом берегу Унструта, напротив Меркслебена, находилась высота, командующая позицией, у подножья располагались Купальная роща и различные строения (мельница, кирпичный завод, фабрика, лазарет) и где было удобно держать оборону.

## Ход сражения
Между Тамсбрюком и Меркслебеном ганноверцы 27 июня построили полевые укрепления с 10 орудиями. В 8:30 ганноверцы заметили наступление пруссаков, а в 11:00 прусский авангард занял Лангензальцу; передовые ганноверские отряды вынуждены были отступить к Меркслебену; 13 ганноверских орудий выехали на Кирхберг и начали состязание с прусской артиллерией, расположенной на холме перед Лангензальцей. Около 12:00 главные прусские силы развернулись на этом холме и в Купальной роще у его подножия. Кроме того, в 12:30 Арентшильдт заметил сильную колонну (прусский резерв Секендорфа), направлявшуюся от Зихенгофа; поэтому решился некоторое время действовать от обороны, а между тем приказал всем войскам несколько приблизиться к Меркслебену.
В это время пруссаки заняли строения у подножия холма, три роты направились к Тамсбрюку, уже оставленному ганноверцами, а Секендорф выставил на Эрбсберге два орудия. С обеих сторон, по всей линии, началась сильная ружейная и артиллерийская перестрелка.
Слабые попытки пруссаков форсировать Унструт оказались неудачными. Арентшильдт убедился, что имеет дело с незначительными силами, производящими рекогносцировку или демонстрацию, и счёл возможным, временно держа оборону в центре, перейти в наступление обеими флангами. Артиллерия на Кирхберге была усилена.

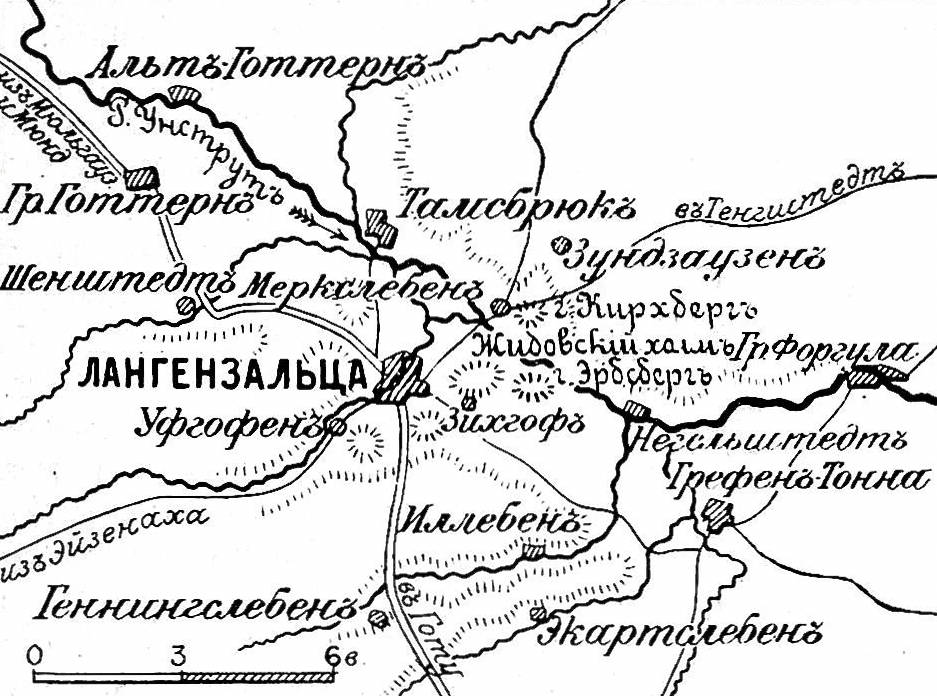
Театр военных действий
(рисунок из статьи «Лангензальца»
«Военная энциклопедия Сытина»)

На левом фланге бригада Ботмера, придвинувшаяся от Негельштедта к центру, пыталась переправиться через Унструт напротив правого фланга пруссаков, но Секендорф воспрепятствовал этому и нанёс им существенные потери (до четверти личного состава). На правом фланге бригада Бюлова действовала удачнее: оставив Кембриджский драгунский полк с батареей для наблюдения за Тамсбрюком, Бюлов в 13:30 перешёл Унструт. Около 14:00 и наступление началось и в центре: части войск из баварской бригады де Во без приказа бросились в Меркслебенское дефиле, а также через реку, оттеснили пруссаков, и, несмотря на сильный огонь, залегли в канавах на правом берегу Унструта.
Кнезебек, получив приказ податься к Меркслебену, поддержал де Во. Ганноверцы успели перевести на правый берег столько войск, что пруссаки не смогли оказать сопротивление их дальнейшему наступлению, так как у Флиса в резерве оставалось только три роты. Ганноверская артиллерия с Кирхберга перенесла огонь в глубь прусских позиций для обеспечения общей атаки. Скоро ганноверцы овладели Калленбергской мельницей, где захватили 100 пленных. Около 15:00 уже значительные силы сгруппировались перед холмом, в том числе два эскадрона гусарского полка королевы.
Наконец, была занята фабрика Грезера, а бригада Бюлова обошла левый фланг пруссаков и проникла в Лангензальцу. Прусаки отстулили с Лангензальцского холма, потеряв значительное число пленными.
Ещё в то время, когда ганноверцы держали оборону в центре, Кембриджский драгунский полк двинулся вниз по Унструту, перешёл реку у Негельштедта и вышел в правый фланг и тыл пруссаков. Тогда Секендорф начал отступать с Эрбсберга в направлении к Зихенгофу. Кембриджский полк построился уступами слева; 1 эскадрон бросился на два орудия Секендорфа и, несмотря на картечный и ружейный огонь, изрубил прислугу, но не успел увезти орудия, поскольку к прусским артиллеристам на выручку поспешила рота пехоты и эскадрон гусар.
Секендорф, с большой потерей людей, продолжал отступление к Геннингслебену. К 15:30 прусские войска отступали по всей линии; только отряд в Купальной роще, вероятно не получив приказа, продолжал держаться. Ареншильдт решился выбить их и довершить победу кавалерией. Артиллерия усилила огонь, a резервная кавалерия и вслед за ней пехотный батальон двинулись для атаки. Но здесь в неразберихе случилось столкновение собственной кавалерии. Гусарский полк королевы стоял в дефиле и не получил приказа наступать. На него, не разобравшись, рысью налетел гвардейский конный полк, и произошло столкновение, стоившее много жертв. Вскоре это недоразумение было улажено.
Конная батарея, следовавшая за резервной кавалерией, воспользовалась этим замешательством, снялась с передков на шоссе и открыла сильный картечный огонь по купальням, чем облегчила атаку пехоты центра. Последняя двинулась вперёд и, несмотря на упорное сопротивление пруссаков, овладела строением; прусский отряд из Купальной рощи наконец начал отступать на Зихенгоф; подоспевший гусарский полк королевы частью их рассеял, частью сбросил в низину западнее Эрбсберга.
К 16:00 можно было уже говорить о победе ганноверцев и баварцев, пруссаки отступали повсеместно. Арентшильдт остановил пехоту для приведения в порядок, и только один батальон был направлен к Зихенгофу за резервной кавалерией. Три эскадрона гвардейского конного полка развернулись в первой линии, три эскадрона гвардейских кирасир, во взводных колоннах, — во второй. Поднявшись на высоту южнее Лангензальцы, они увидели в нескольких стах шагах к югу от ручья Клингграбен два каре (вернее кучи); то были остатки батальона подполковника де Барра, оборонявшего Купальную рощу и успевший, при отступлении, присоединить людей других частей, и куча людей разных полков, собранная энергией капитана Розенберга.
В то же время с другой стороны приблизился к де Барру Кембриджский драгунский полк и потребовал сдачи; переговоры были прерваны атакой резервной кавалерии. Гвардейский конный полк бросился на Розенберга, но был отбит беглым огнём в упор; гвардейские кирасиры устремились на батальон де Барра, врезались в него, но не смогли рассеять. Атакованный с другой стороны эскадроном кембриджских драгун, также ворвавшимся в его ряды, батальон продолжал упорно обороняться. Противники понесли чувствительный урон: почти все офицеры атаковавших эскадронов остались на месте. Третья атака двух эскадронов гвардейских кирасир на отступавший батальон также отбита.
Конечно, если бы атака конницы подготовлялась артиллерийским огнём, был бы другой результат, но в конной батарее, ещё когда она стояла на шоссе, у двух орудий были подбиты передки, два другие завязли в болотистом грунте речной долины, и только взвод прибыл на высоту, откуда обстреливал отступавших. Ганноверский пехотный батальон не поспевал за кавалерией и дошёл до Зихенгофа, где захватил в плен 200 человек. Много одиночных людей был захвачено на поле сражения. По сути сводный отряд де Барра и Розенберга остался единственной более или менее организованной силой пруссаков, сумевшей выйти из сражения.

## Итоги сражения
Ганноверцы и баварцы потеряли 378 человек убитыми и 1501 ранеными; пруссаки — 196 убитыми, 634 ранеными, 907 пленными, около 2000 разбежавшимися и отставшими. Войска Флиса были дезорганизованы, и если ганноверцы не воспользовались победой, то лишь потому, что поблизости стояли свежие прусские войска.
Гёбен прислал по железной дороге в Готу, на подкрепление Флиса, 7 батальонов и 2 батареи; на следующий день к Лангензальце должны были двинуться войска из Готы и Эйзенаха, а Мантейфель, с 8000 человек, был у Мюльгаузена. Таким образом, генерал Флис хоть и потерпел поражение, но сумел задержать движение ганноверско-баварской армии, что помогло пруссакам перекрыть все пути отступления ганноверской армии. Два дня спустя победители в сражении капитулировали перед Мантейфелем.